# Odessa Grand Prix
A Odessa Grand Prix é uma competição de ciclismo profissional ucraniana que agrupa várias corridas de um único dia num único nome, que foi criada em 2015 e se disputam a princípios do mês de agosto.
Desde a sua criação estão integradas no UCI Europe Tour, dentro da categoria 1.2 (última categoria do profissionalismo).

## Palmarés

### Odessa Grand Prix-1
| Ano                 | Ganhador           | Segundo         | Terceiro           |
| ------------------- | ------------------ | --------------- | ------------------ |
| 2015                | Oleksandr Polivoda | Matej Mugerli   | Artem Topchanyuk   |
| 2016                | Oleksandr Prevar   | Vitaliy Buts    | Oleksandr Golovash |
| 2017                | Mykhailo Kononenko | Vitaliy Buts    | Oleksandr Polivoda |
| 2018. Não disputada |                    |                 |                    |
| 2019                | Matvey Nikitin     | Volodymyr Dzhus | Stanislau Bazhkou  |

### Odessa Grand Prix-2
| Ano  | Ganhador     | Segundo       | Terceiro           |
| ---- | ------------ | ------------- | ------------------ |
| 2015 | Vitaliy Buts | Matej Mugerli | Viesturs Luksevics |

## Palmarés por países
| País        | Vitórias |
| ----------- | -------- |
| Ucrânia     | 3        |
| Cazaquistão | 1        |

| País    | Vitórias |
| ------- | -------- |
| Ucrânia | 1        |